# 萩原墳墓群
萩原墳墓群（はぎわらふんぼぐん）は、徳島県鳴門市大麻町萩原にある弥生時代終末期にあたる3世紀前葉の遺跡である。

## 概要
鳴門市の大麻山南麓に位置し、1〜4号の4基からなる墳丘墓群で、かつては最初期の古墳の可能性から「-号墳」の呼称が用いられたこともあったが、その後の調査によって弥生時代終末期の3世紀前葉に築造されたと推定されているため、「-号墓」の呼称に修正されている。
周辺には天河別神社古墳群や宝幢寺古墳群、大代古墳群などの古墳が点在しており、これらを総称して「鳴門板野古墳群」と呼ばれ、9基（板野町の愛宕山古墳を含む）が国の史跡である。萩原墳墓群では、2号墓が国史跡に含まれる。
石囲いの木槨とされる主体部（埋葬施設）構造の類似などから、現在では定型化以前の前方後円形墳墓（纒向型前方後円墳）とされるホケノ山古墳（奈良県桜井市）の原型との説がある。ただしホケノ山古墳の築造年代は、発掘調査を行った橿原考古学研究所により3世紀中頃と結論されつつ、木槨木材の炭素年代測定結果の幅が4世紀前半をも含む範囲であることから疑問視する意見もでており、この場合（ホケノ山4世紀築造説）では萩原墳墓群の年代（3世紀前葉）から1世紀以上の隔たりがあることになる。
いずれにせよ、萩原墳墓群を含む鳴門板野古墳群は、弥生時代終末から古墳時代前期にかけての東部瀬戸内海沿岸の首長墓が、畿内との関係性の中で墳形を変化させながら約200年に渡り連続的に築かれており、竪穴式石室や前方後円墳などが成立していく過程を理解することができる遺跡として重要視されている。

### 1号墓
弥生時代終末期頃、3世紀第1四葉期築造とされており、墳丘の径は約18メートル、北側の突出部を含めての全長は約27メートルの積石墓で、主体部は発掘当初竪穴式石室とされていたが、現在では石囲木槨であったと考えられている。1979年（昭和54年）から翌1980年にかけて徳島県道12号鳴門池田線の建設に伴い発掘調査されたが、その後滅失した。突出部を持つその形状から日本最古の前方後円墳、あるいはそのルーツという説があった。
本体周辺から小型の竪穴式石室や箱式石棺墓とされる遺構が複数見つかっており、一部は近隣の宝幢寺境内に移設された。

#### 出土品
- 画文帯神獣鏡
- 弥生土器

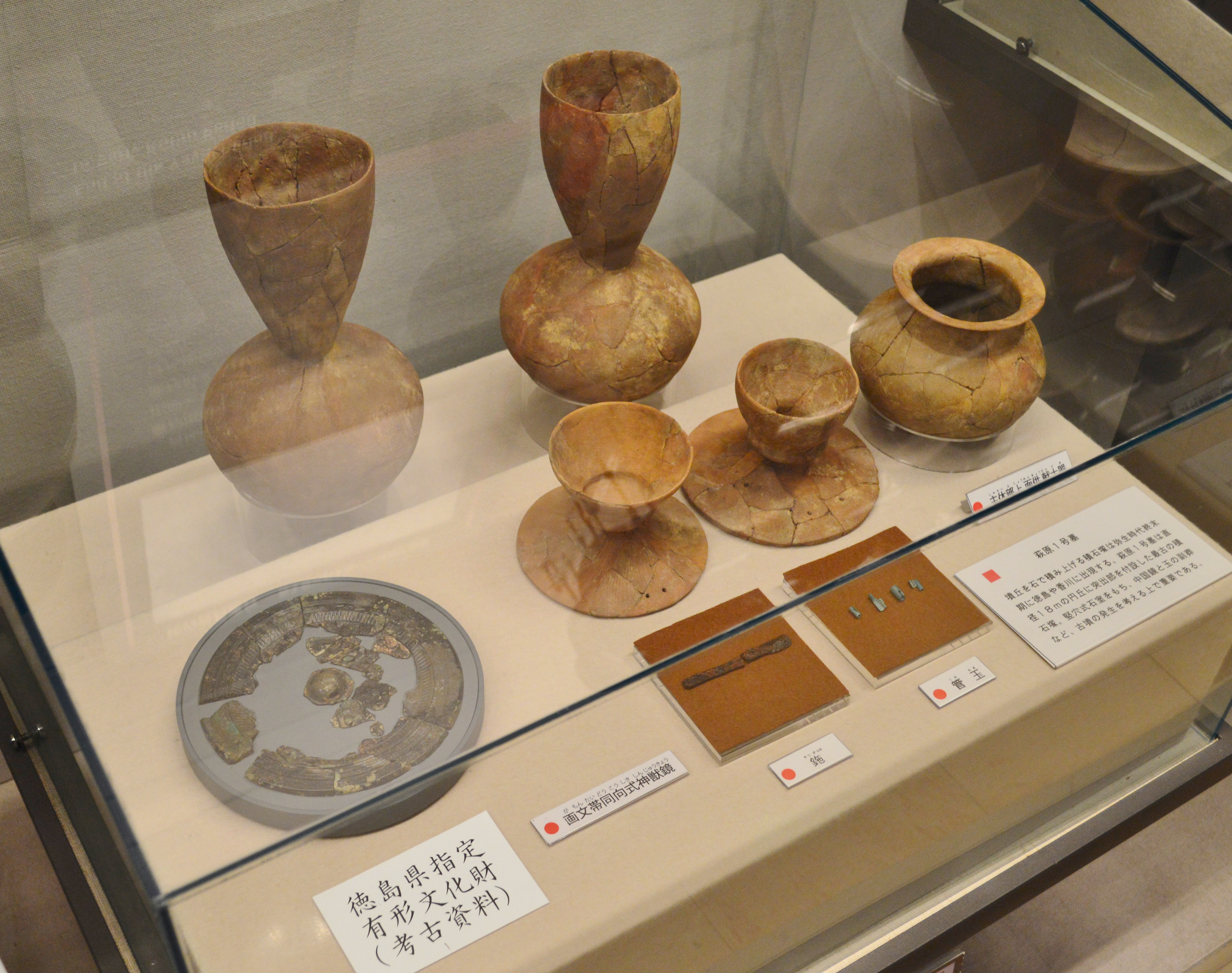
1号墓出土品
（徳島県指定文化財）徳島県立埋蔵文化財総合センター展示。

1号墓の出土品は徳島県立埋蔵文化財総合センターで常設展示されている。

### 2号墓
1号墓の北側で同じ尾根に位置する積石墓。2004年（平成16年）および2005年に測量やトレンチ調査が行なわれた際に基底石や外側の列石が確認され、おおよその規模や形状が確認されている。墳丘は径約20メートルのほぼ円形で南側に約5メートルの突出部が延びる形状を持ち、積石の高さは最大で1メートル。2世紀末から3世紀初頭築造とされ、1号墓より築造時期が古い国内最古の積石墓とされている。

#### 出土品
- 内行花文鏡
- 円筒埴輪片
- 弥生土器片